# Dieseltreinstel

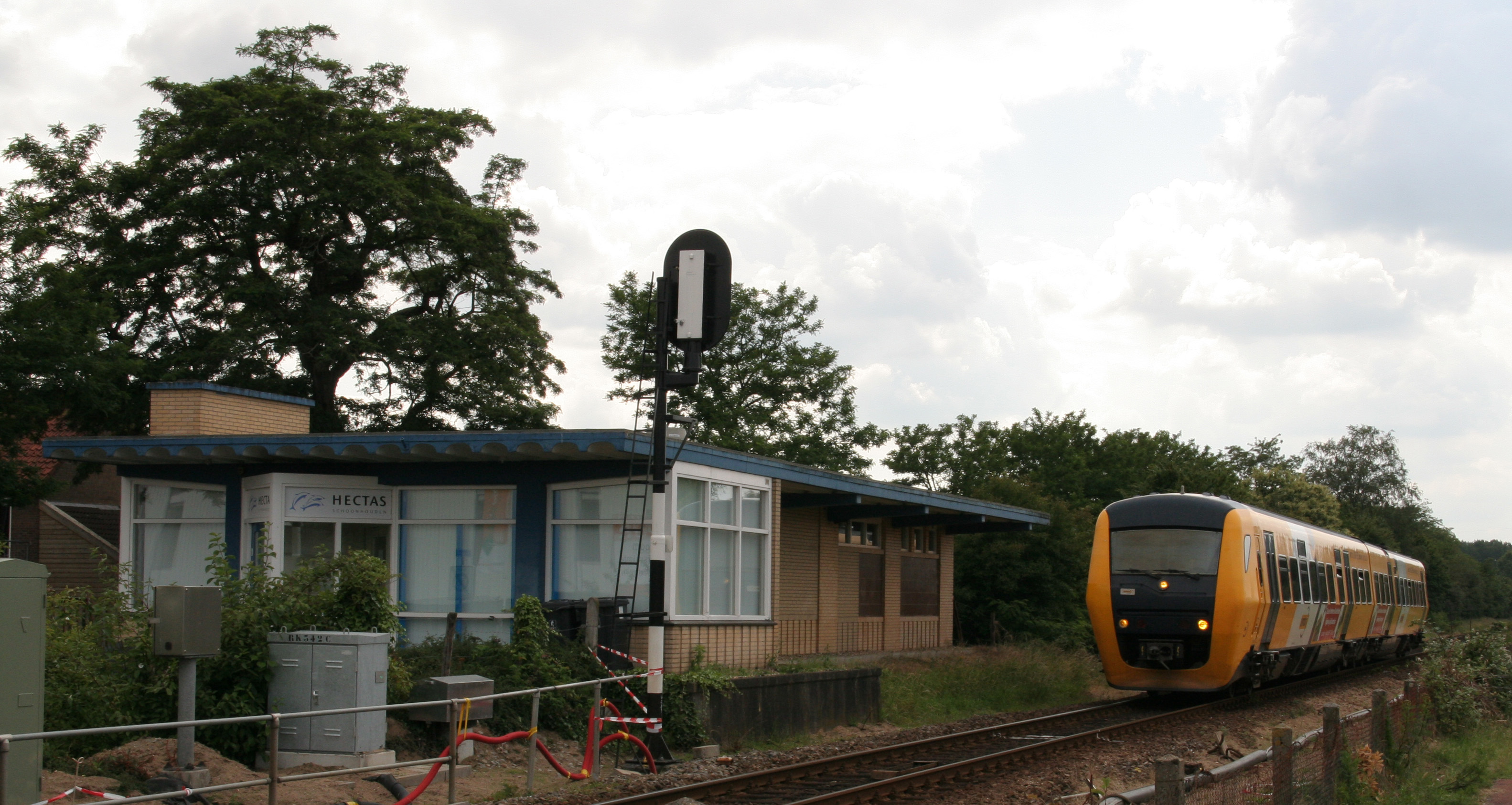
Een Nederlands dieseltreinstel met bijnaam Buffel.

Een dieseltreinstel is een vaste combinatie van rijtuigen (bakken in het spoorjargon) met twee stuurstanden en een eigen energievoorziening door middel van een of meer dieselmotoren. Dit in tegenstelling tot een elektrisch treinstel dat gevoed wordt door de bovenleiding.
Treinstellen kunnen, in tegenstelling tot een trein getrokken door een diesellocomotief, bij het eindstation gemakkelijk kopmaken (van richting veranderen). Tevens kan men treinstellen na de spitsuren vrij snel afkoppelen om zo onnodig gebruik van de stellen te voorkomen. Doordat elk van de stellen eigen aandrijfkracht heeft, kunnen de technische installaties onder de rijtuigbakken verdeeld worden. Bij sommige dieseltreinstellen is de aandrijving verdeeld over het hele treinstel (zoals bij Plan X, DM '90 en de Wadloper) en bij andere (zoals de driedelige Plan U) in één rijtuig.
Een dieseltreinstellen wordt meestal niet rechtstreeks door de dieselmotor(en) aangedreven, er bestaan verschillende systemen om de energie van de motor over te brengen naar de wielen. De meest gebruikte overbrengingen zijn:
- Dieselelektrisch, waarbij de dieselmotor elektriciteit opwekt en het treinstel wordt aangedreven door elektromotoren.
- Dieselhydraulisch
- Dieselmechanisch

Lichte (diesel) treinstellen worden ook wel lighttrains genoemd.
Als een (diesel) treinstel uit maar één rijtuig bestaat wordt het een (diesel) motorrijtuig genoemd.